# Зверь (фильм, 1953)
«Зверь» (исп. El bruto) — чёрно-белая драма режиссёра Луиса Бунюэля. Премьера фильма состоялась 5 февраля 1953 года.

## Сюжет
«Зверь» – работник скотобойни, заместивший недостаток ума силой мускулов. Один землевладелец нанимает его для запугивания жильцов своего дома, который он собирается снести, а землю выгодно продать. «Зверь» влюбляется в дочь одного из жильцов. Это не по нраву жене землевладельца, которая и сама «положила глаз» на грубого силача.

## В ролях
- Педро Армендарис — Педро
- Кэти Хурадо — Палома
- Роса Аренас — Мече
- Андрес Солер — Андрес Габрера
- Роберто Мейер — Кармело Гонсалес
- Беатрис Рамос — донья Марта
- Пако Мартинес — дон Пепе
- Глория Местре — Мария
- Пас Вильегас — мать Марии
- Хосе Муньос — Ленчо Руис
- Диана Очоа — жена Ленчо
- Игнасио Виллальбасо — брат Марии
- Хайме Фернандес — Хулиан Гарсия
- Ракель Гарсия — донья Энрикета
- Лупе Каррилес — девушка
- Гильермо Браво Соса — Хромой (исп. El Cojo)
- Хосе Чавес
- Маргарито Луна
- Хорхе Понс
- Поло Рамос
- Амелия Ривера
- Эфраин Араус

## Съёмочная группа
- Режиссёр-постановщик: Луис Бунюэль
- Сценаристы: Луис Бунюэль, Луис Алькориса
- Оператор: Агустин Хименес
- Продюсер: Габриэль Кастро, Оскар Дансижер, Серджо Коган
- Художники-постановщики: Гюнтер Гресцо, Роберто Сильва
- Композитор: Рауль Лависта
- Звукорежиссёр: Хавьер Матеос
- Монтажёр: Хорхе Бустос
- Гримёр: Ана Гуэрреро

## Награды и номинации
1954 — премия «Ариэль»:
- Лучшая женская роль второго плана — Кэти Хурадо
- номинация на лучшую операторскую работу — Агустин Хименес
- номинация на лучшую мужскую роль второго плана — Андрес Солер